# 庫拉賴河

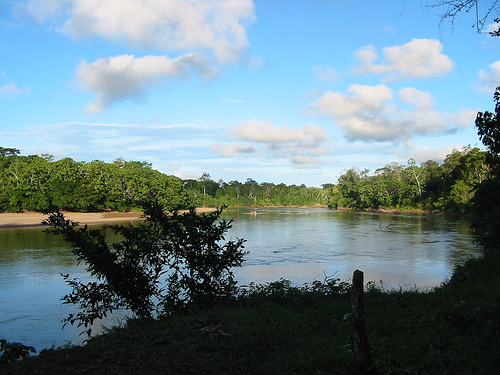
庫拉賴河

庫拉賴河（西班牙語：Río Curaray）是南美洲的河流，位於厄瓜多爾和秘魯，屬於納波河的支流，處於亞馬遜盆地的一部分，發源自安第斯山脈，是鱷魚的棲息地。

## 外部連結
- Wikimapia link （页面存档备份，存于）
- map of Oriente region of Ecuador; town marked Dayuma
- Uncontacted: A field study of the Huoarani